# Sesamia geyri
Sesamia geyri är en fjärilsart som beskrevs av Embrik Strand 1915. Sesamia geyri ingår i släktet Sesamia och familjen nattflyn. Inga underarter finns listade i Catalogue of Life.